# Callodirphia
Callodirphia é um gênero de mariposa pertencente à família Bombycidae.